# Adrian Krainer
Adrian Krainer (Villach, 22 november 1992) is een Oostenrijks snowboarder. Hij nam eenmaal deel aan de Olympische Winterspelen, maar behaalde geen medaille.

## Carrière
Krainer maakte zijn wereldbekerdebuut in november 2009 tijdens de big air in Stockholm. Hij behaalde nog geen podiumplaats in een wereldbekerwedstrijd. In 2014 nam Krainer een eerste keer deel aan de Olympische Spelen. Op de slopestyle eindigde hij allerlaatste (29e).

## Resultaten

### Olympische Winterspelen
| Jaar | Plaats | Resultaten     |
| ---- | ------ | -------------- |
| 2014 | Sotsji | 29e Slopestyle |

### Wereldkampioenschappen
| Jaar | Plaats    | Resultaten     |
| ---- | --------- | -------------- |
| 2011 | La Molina | 17e Slopestyle |
| 2013 | Stoneham  | 8e Slopestyle  |

### Wereldbeker
Eindklasseringen
| Seizoen   | Algm | PAR  | HP  | BA  | SBS  |
| --------- | ---- | ---- | --- | --- | ---- |
| 2009/2010 | 184e | -    | 92e | 48e | -    |
| 2010/2011 | 7e   | -    | 67e | 5e  | -    |
| 2011/2012 | 36e  | -    | -   | 19e | 18e  |
| 2012/2013 | 98e  | 216e | -   | 18e | 121e |